# 瑞安·科克伦 (皮划艇运动员)
瑞安·科克伦（英語：Ryan Cochrane，1983年7月24日—），加拿大男子皮划艇运动员。他曾代表加拿大参加2011年泛美运动会皮划艇比赛，获得一枚金牌。他也曾参加2012年和2016年夏季奥运会。